# On Your Radar

On Your Radar est le quatrième album studio du groupe The Saturdays sorti en 2011.

## Liste des titres de l'album
1. All Fired Up	 3:12
2. Notorious	3:12
3. Faster	3:54
4. My Heart Takes Over	3:44
5. Get Ready, Get Set	3:29
6. The Way You Watch Me	3:30
7. For Myself	3:26
8. Do What You Want With Me	3:37
9. Promise Me	3:22
10. Wish I Didn't Know	3:43
11. White Lies	4:03
12. Last Call	4:00
13. I Say Ok	3:47
14. Move On U   3:24